# Ledermanniella
Ledermanniella is een geslacht uit de familie Podostemonaceae. De soorten uit het geslacht komen voor van tropisch West-Afrika tot in Kenia en Angola.

## Soorten
- Ledermanniella aloides (Engl.) C.Cusset
- Ledermanniella batangensis (Engl.) C.Cusset
- Ledermanniella bifurcata (Engl.) C.Cusset
- Ledermanniella boloensis C.Cusset
- Ledermanniella bowlingii (J.B.Hall) C.Cusset
- Ledermanniella guineensis C.Cusset
- Ledermanniella jaegeri C.Cusset
- Ledermanniella keayi (G.Taylor) C.Cusset
- Ledermanniella letestui (Pellegr.) C.Cusset
- Ledermanniella letouzeyi C.Cusset
- Ledermanniella linearifolia Engl.
- Ledermanniella lunda Cheek
- Ledermanniella maturiniana Beentje
- Ledermanniella minutissima C.Cusset
- Ledermanniella monandra C.Cusset
- Ledermanniella musciformis (G.Taylor) C.Cusset
- Ledermanniella nicolasii C.Cusset
- Ledermanniella onanae Cheek
- Ledermanniella pollardiana Cheek & Ameka
- Ledermanniella prasina J.J.Schenk & D.W.Thomas
- Ledermanniella pusilla (Warm.) C.Cusset
- Ledermanniella ramosissima Hauman ex C.Cusset
- Ledermanniella raynaliorum C.Cusset
- Ledermanniella sanagaensis C.Cusset
- Ledermanniella schlechteri (Engl.) C.Cusset
- Ledermanniella tenuifolia (G.Taylor) C.Cusset
- Ledermanniella thalloidea (Engl.) C.Cusset
- Ledermanniella variabilis (G.Taylor) C.Cusset
- Ledermanniella yiben Cheek